# She's a Lady
«She's a Lady» es una canción escrita por Paul Anka y publicada en su álbum Paul Anka '70s ( RCA 4309, 1970). La grabación más exitosa fue realizada por Tom Jones y lanzada a principios de 1971. 

## Historia
La canción fue grabada por Tom Jones en 1970, bajo la producción de su mánager Gordon Mills, y lanzada como sencillo en enero de 1971. Fue el sencillo de Tom Jones que más alto llegó en las listas de Estados Unidos, alcanzando el puesto número 1 en la lista de la revista Cash Box durante una semana y pasó una semana en el puesto número 2 en la lista Billboard Hot 100, sólo por detrás de "Me and Bobby McGee" de Janis Joplin.  La canción también alcanzó el puesto número 4 en la lista Billboard Adult contemporany de Estados Unidos. La revista musical Billboard la clasificó como la canción número 25 de 1971. En Canadá, el sencillo alcanzó el puesto número 1 en la lista nacional de sencillos RPM 100. La cara B del sencillo fue "My Way", cuya letra también fue adaptada por Paul Anka.
La canción fue regrabada a dúo por Paul Anka y Tom Jones en 2013 para el CD "Duets" de Paul Anka. Anka reescribió el primer verso de la canción (grabada con Jones) porque no le gustaban sus sentimientos chovinistas.

## Posicionamiento en listas
| Lista (1971)                                | Posicionamiento en lista |
| ------------------------------------------- | ------------------------ |
| Australia (Kent Music Report)               | 1                        |
| Austria                                     | 12                       |
| Bélgica                                     | 3                        |
| Canadá RPM Adult Contemporary               | 10                       |
| Canadá RPM Top Singles                      | 1                        |
| Alemania                                    | 7                        |
| Irlanda (IRMA)                              | 13                       |
| Nueva Zelanda (Listener)                    | 7                        |
| Noruega                                     | 6                        |
| Sudáfrica (Springbok)                       | 5                        |
| Reino Unido UK                              | 13                       |
| Estados Unidos Billboard Hot 100            | 2                        |
| Estados Unidos Billboard Adult Contemporary | 4                        |
| Estados Unidos Cash Box Top 100             | 1                        |

## Otras versiones
La canción ha sido versionada varias veces. Las versiones más notables incluyen:
- En 1973 como 'C'est Ma Lady', sencillo del cantante quebequense Jean Nichol.
- En 2007 como sencillo del cantante holandés Jeroen van der Boom.
- En 2018 como 'Lady Graveyard' de la banda británica Luminous Bodies.
- En 2021 para el álbum "Diamonds Unlocked II" del alemán Axel Rudi Pell.

## Bandas sonoras
El tema ha formado parte de numerosas bandas sonoras para el cine, entre las que destacan:
- Película de 1973 Ese hombre Bolt . Cantada por Samantha Nightingale (Teresa Graves) en una secuencia de Nightclub.
- Película de 1995 To Wong Foo, Thanks for Everything! Julie Newmar. "She's a Lady" fue reeditada en Europa en 1995. El sencillo incluyó remezclas del DJ estadounidense Junior Vasquez.
- Película de 1993 Wilder Napalm .
- Película de 1996 Atado .
- Película de 1998 Miedo y asco en Las Vegas .
- Película de 1998 Così ridevano .
- Película de 1999 Agnes Browne .
- Película de 2000 Miss Congeniality.
- Película de 2002 Los Thornberrys: la película .
- Película de 2002 Bend It Like Beckham .
- Película de 2006 Flushed Away. El personaje de Hugh Jackman Roddy St. James, la canta en la película, pero la versión de Jones está en la banda sonora.
- Película de 2009 Madea Goes to Jail .
- Película de 2014 Pequeños traviesos salvan el día .

También ha sido usada en diferentes series de televisión:
- La canción apareció en el episodio de 2003 de Futurama " Bend Her ".
- La canción y el título fueron falsificados en el efímero reality show de 2004 llamado He's a Lady en TBS .
- La canción se utilizó en el comercial de jugo de naranja Trop50 de 2009 con Kyra Sedgwick .
- La canción también se utiliza en anuncios de televisión de la comedia británica Keeping Up Appearances .
- La canción se utiliza para el comercial de Lacoste Inspiration en 2006.
- En la temporada 4 de American Dancing With the Stars, Laila Ali y Maksim Chmerkovskiy bailaron un Cha-Cha-Cha con esta canción en la semana 9 de competencia.
- En la temporada 14 de American Dancing With the Stars, Katherine Jenkins, Mark Ballas y Tristan MacManus bailaron un Cha-Cha-Cha con esta canción en la semana 8 de competencia.
- En la última edición de The Weakest Link, al final del episodio, se mostró un montaje de momentos de Weakest Link mientras sonaba "She's a Lady" mientras se mostraban los clips.
- En la temporada 14 de America's Got Talent, la cantante bajo el nombre de Gingzilla interpretó la canción en su audición y ganó cuatro 'sí' de los jueces.[11]